# 566 Stereoskopia
566 Stereoskopia је астероид. Приближан пречник астероида је 168,16 km,
а средња удаљеност астероида од Сунца износи 3,384 астрономских јединица (АЈ).
Инклинација (нагиб) орбите у односу на раван еклиптике је 4,897 степени, а орбитални период износи 2273,907 дана (6,225 година). Ексцентрицитет орбите астероида износи 0,111.
Апсолутна магнитуда астероида износи 8,03 а геометријски албедо 0,038.
Астероид је откривен 28. маја 1905. године.